# Larry Devoe
Larry Devoe Márquez es un abogado venezolano que ha ocupado posiciones jurídicas y diplomáticas del gobierno nacional, incluyendo el de secretario ejecutivo del Consejo Nacional de Derechos Humanos. En 2019 fue sancionado por el gobierno canadiense, siendo incluido en la lista de funcionarios por ser "responsables o cómplices de graves violaciones" a los derechos humanos, "importantes actos de corrupción" o ambos.

## Educación
Devoe se graduó como abogado en Universidad Católica Andrés Bello, especializándose en ciencias penales y criminológicas. También obtuvo un máster en democracia, derechos humanos y estado de derecho en Iberoamérica en la Universidad de Alcalá de Henares, en España.

## Carrera
Entre 2005 y 2007 estuvo a cargo de la división de Atención al Ciudadano de la Comisión Nacional de Telecomunicaciones (CONATEL). Ha asesorado y sido agente alterno de Venezuela en la Corte Interamericana de Derechos Humanos (CIDH). Desde 2009 ha estado en la nómina del servicio jurídico de la Defensoría Pueblo, según el Instituto Venezolano de los Seguros Sociales (IVSS), el cual llegó a dirigir.
El 14 de mayo de 2014 fue designado por el vicepresidente Jorge Arreaza como secretario ejecutivo del Consejo Nacional de Derechos Humanos, y el 30 de noviembre de 2015 fue designado como director general de consultoría jurídica de la vicepresidencia. Para el 1 de noviembre de 2016 formó parte de la delegación de Venezuela en Ginebra, Suiza, ante el Examen Periódico Universal (EPU) realizado por el Consejo de Derechos Humanos de las Naciones Unidas, cuyo objetivo es evaluar los compromisos con los derechos humanos. También formó parte de la delegación de Nicolás Maduro que sostuvo la mesa de diálogo con la oposición política en Barbados.
Como secretario ejecutivo del Consejo Nacional de Derechos Humanos de Venezuela, Devoe ha rechazado la entrada de investigadores de la Comisión Interamericana de Derechos Humanos al país.
En 2019 fue incluido en una lista de 43 funcionarios gubernamentales sancionados por el gobierno de Canadá por ser "responsables o cómplices de graves violaciones" a los derechos humanos, "importantes actos de corrupción" o ambos.
En 2023 se desempeña como actual secretario Ejecutivo del Consejo Nacional de Derechos Humanos, cuando fue nombrado el 17 marzo como miembro de la Junta reestructuradora de la SUNACRIP publicado en Gaceta Oficial Extraordinaria número 6.739, el 31 de marzo fue nombrado en la junta interventora de la CVG publicado en la Gaceta Oficial N° 6.741.